# Chrysler Centura
Chrysler Centura – samochód osobowy klasy średniej produkowany pod amerykańską marką Chrysler w latach 1975 – 1978.

## Historia i opis modelu

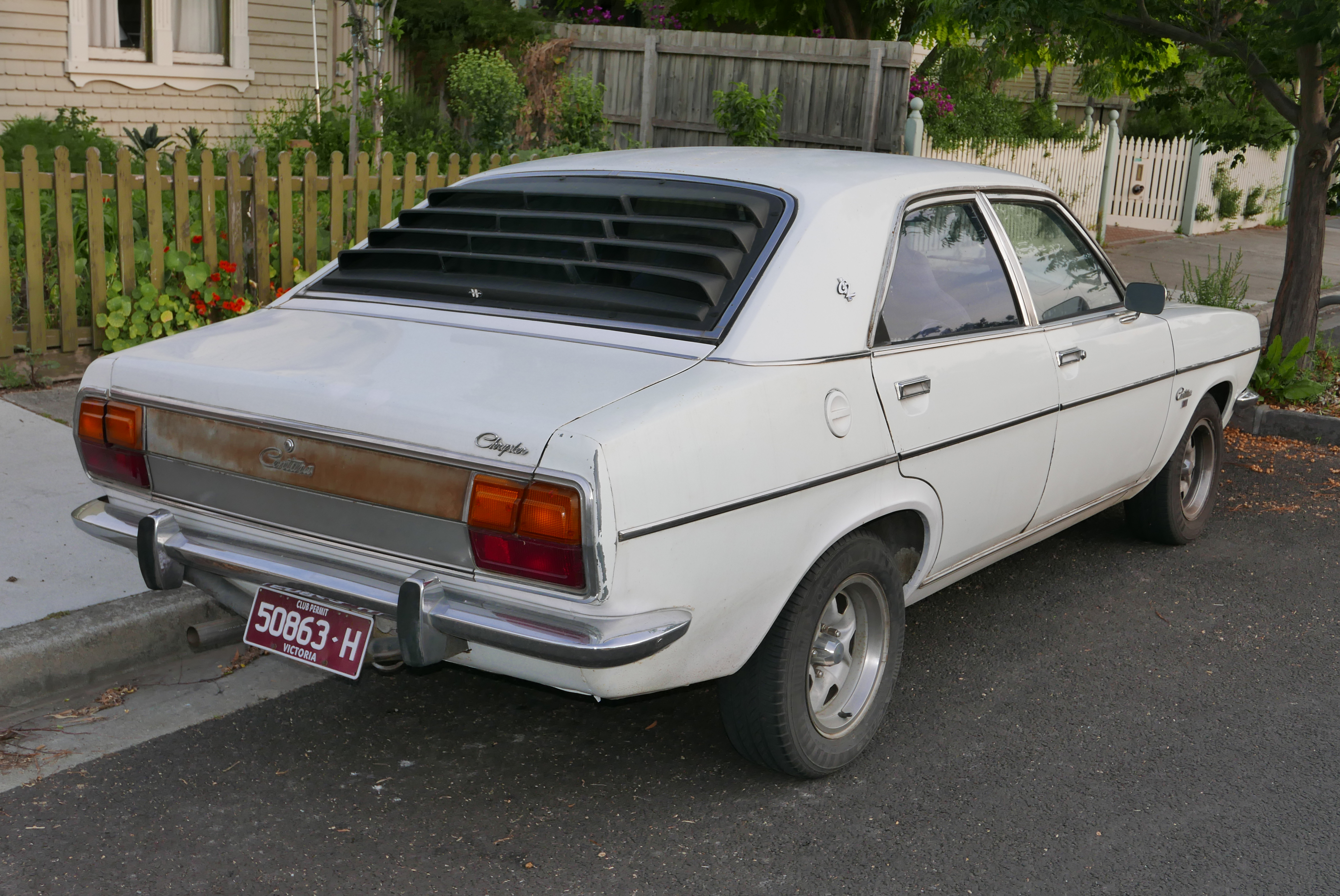
Chrysler Centura - tył

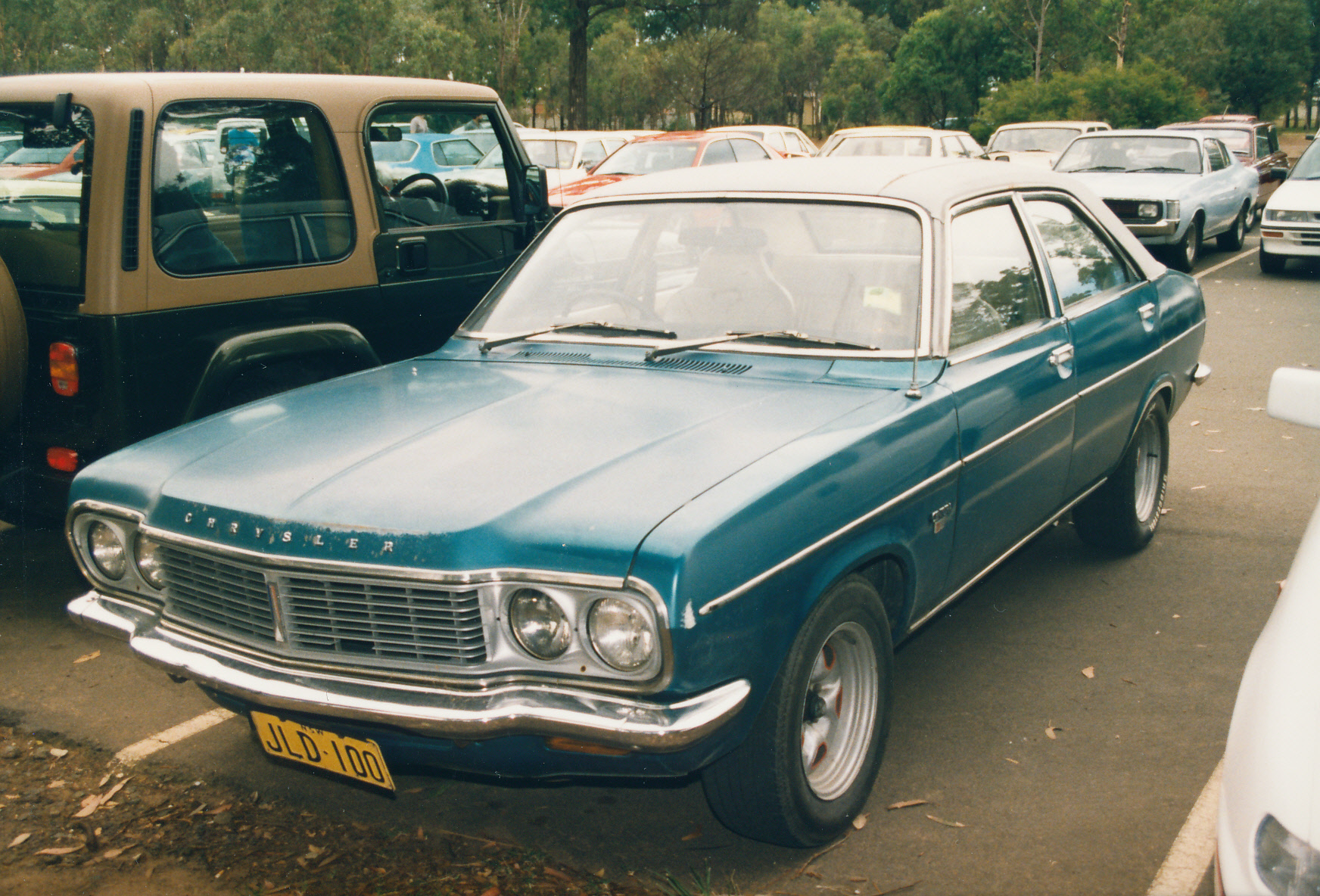
Chrysler Centura po liftingu

W 1975 roku australijski oddział Chryslera zdecydował się poszerzyć lokalną ofertę o średniej wielkości model opracowany we współpracy z europejskim oddziałem Chryslera. Centura była nieznacznie zmodyfikowanym modelem 180, odróżniając się od niego innym wyglądem pasa przedniego nawiązującym do modelu Valiant.
Chrysler Centura dostępny był wyłącznie jako 4-drzwiowy sedan. Do napędu używano silników R4 2.0 oraz R6 3.5 i 4.0. Moc przenoszona była na oś tylną poprzez 3-biegową automatyczną bądź 4-biegową manualną skrzynię biegów. Samochód został zastąpiony przez model Sigma.

### Dane techniczne (R4 2.0)
- R4 2,0 l (1981 cm³), 2 zawory na cylinder, SOHC
- Układ zasilania: 2-gardzielowy gaźnik
- Średnica cylindra × skok tłoka: 91,70 mm × 85,00 mm
- Stopień sprężania: 9,45:1
- Moc maksymalna: 122 KM (89,5 kW) przy 5700 obr./min
- Maksymalny moment obrotowy: 175 N•m przy 3500 obr./min

### Dane techniczne (R6 3.5)
- R6 3,5 l (3521 cm³), 2 zawory na cylinder, OHV
- Układ zasilania: 2-gardzielowy gaźnik
- Średnica cylindra × skok tłoka: 89,41 mm × 93,47 mm
- Stopień sprężania: 8,0:1
- Moc maksymalna: 142 KM (104,5 kW) przy 4400 obr./min
- Maksymalny moment obrotowy: 271 N•m przy 1800 obr./min

### Dane techniczne (R6 4.0)
- R6 4,0 l (4018 cm³), 2 zawory na cylinder, OHV
- Układ zasilania: 2-gardzielowy gaźnik
- Średnica cylindra × skok tłoka: 95,50 mm × 93,47 mm
- Stopień sprężania: 9,0:1
- Moc maksymalna: 140 KM (103 kW) przy 4400 obr./min
- Maksymalny moment obrotowy: 273 N•m przy 1200 obr./min
- Rozstaw kół tył/przód: 1397 mm/1400 mm
- Współczynnik oporu aerodynamicznego nadwozia: 0,5
- Przełożenie główne: 3,23:1 (manualna skrzynia) / 2,92:1 (skrzynia automatyczna)
- Najmniejszy promień skrętu: 5,5 m
- Opony: 175 SR14